# Liste der Pfarren im Dekanat Tamsweg
Das Dekanat Tamsweg ist ein Dekanat der römisch-katholischen Erzdiözese Salzburg. Es umfasst den Lungau. Dechantsitz ist Tamsweg.

## Pfarren mit Kirchengebäuden
| Pfarre                    | Pfarrverband                                                                   | Seit     | Patrozinium                         | Kirchengebäude                                             | Bild |
| ------------------------- | ------------------------------------------------------------------------------ | -------- | ----------------------------------- | ---------------------------------------------------------- | ---- |
| Lessach                   | Lessach – Ramingstein – Seetal – Tamsweg – Thomatal – Unternberg bei Tamsweg   | 1813     | Hl. Paulus                          | Pfarrkirche Lessach                                        |      |
| Mariapfarr                | Mariapfarr – Mauterndorf – Tweng                                               | urk. 923 | Unsere Liebe Frau Mariä Himmelfahrt | Wallfahrtsbasilika Mariapfarr Filialkirche Weißpriach      |      |
| Mauterndorf               | Mariapfarr – Mauterndorf – Tweng                                               | 1813     | Hl. Bartholomäus                    | Pfarrkirche Mauterndorf                                    |      |
| Muhr im Lungau            | Muhr im Lungau – St. Margarethen im Lungau – St. Michael im Lungau – Zederhaus | 1813     | Hl. Rupert                          | Pfarrkirche Muhr im Lungau                                 |      |
| Ramingstein               | Lessach – Ramingstein – Seetal – Tamsweg – Thomatal – Unternberg bei Tamsweg   | 1813     | Hl. Achatius                        | Pfarrkirche Ramingstein Wallfahrtskirche Maria Hollenstein |      |
| Seetal                    | Lessach – Ramingstein – Seetal – Tamsweg – Thomatal – Unternberg bei Tamsweg   | ca. 1400 | Hl. Johannes der Täufer             | Pfarrkirche Seetal Schwarzenbichlkapelle                   |      |
| St. Margarethen im Lungau | Muhr im Lungau – St. Margarethen im Lungau – St. Michael im Lungau – Zederhaus | 1421     | Hl. Margareta                       | Pfarrkirche St. Margarethen im Lungau                      |      |
| St. Michael im Lungau     | Muhr im Lungau – St. Margarethen im Lungau – St. Michael im Lungau – Zederhaus | 1225     | Hl. Michael                         | Pfarrkirche St. Michael im Lungau                          |      |
| Tamsweg                   | Lessach – Ramingstein – Seetal – Tamsweg – Thomatal – Unternberg bei Tamsweg   | 13. Jh.  | Hl. Jakobus der Ältere              | Dekanatspfarrkirche Tamsweg St. Leonhard ob Tamsweg        |      |
| Thomatal                  | Lessach – Ramingstein – Seetal – Tamsweg – Thomatal – Unternberg bei Tamsweg   | 1892     | Hl. Georg                           | Pfarrkirche Thomatal                                       |      |
| Tweng                     | Mariapfarr – Mauterndorf – Tweng                                               | 1891     | Hl. Kreuz                           | Pfarrkirche Tweng                                          |      |
| Unternberg bei Tamsweg    | Lessach – Ramingstein – Seetal – Tamsweg – Thomatal – Unternberg bei Tamsweg   | 1813     | Hl. Ulrich                          | Pfarrkirche Unternberg                                     |      |
| Zederhaus                 | Muhr im Lungau – St. Margarethen im Lungau – St. Michael im Lungau – Zederhaus | 1813     | Hl. Johannes der Täufer             | Pfarrkirche Zederhaus                                      |      |

## Dekanat
Das Dekanat umfasst 13 Pfarren. Die Pfarren bilden 3 Pfarrverbände.

## Dechanten
- 1970–1995 Georg Neureiter, Pfarrer in Tamsweg[1]
- 1995–2021 Markus Danner, Pfarrer in Tamsweg[2]
- 2021–2022 Roland Frühauf, Pfarrer in Tamsweg[3]
- seit 2023 Christian Schreilechner, Pfarrer in Tamsweg[4]